# Theezeef

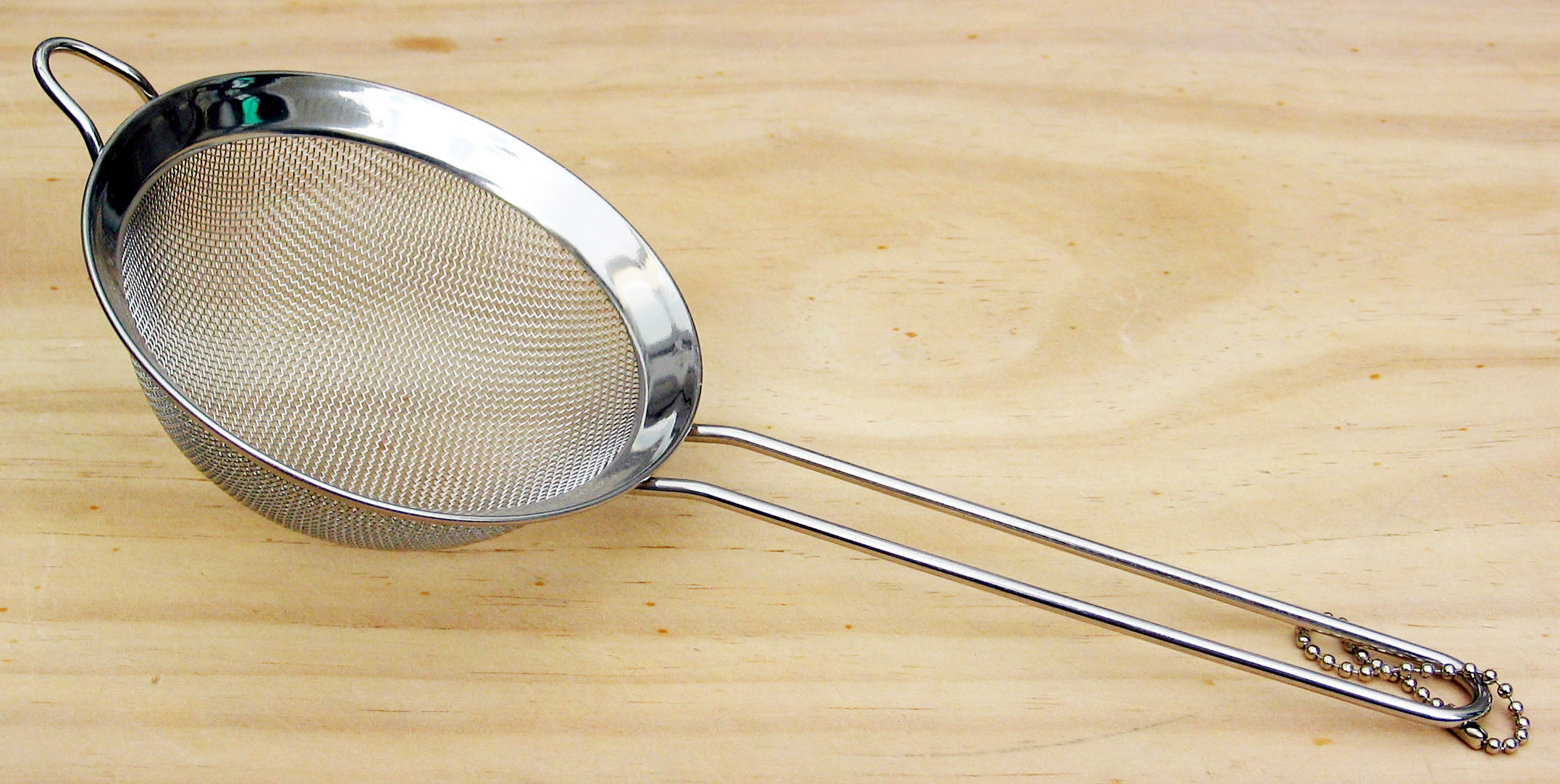
Een theezeefje

Een theezeef is doorgaans een metalen zeefje om losse theeblaadjes op te vangen die uit de theepot in een theeglas kunnen komen. Bij het gebruik van thee in theezakjes is een theezeefje overbodig.
De theezeef valt op door zijn kleine maaswijdte. Aangezien thee een zeer diverse deeltjesgrootte heeft, met ook nog gruis van breuk, het zogenaamde theestof, worden er hoge eisen gesteld aan de maaswijdte. Dit geldt ook voor de andere 'harde' zeven, zoals het thee-ei en de zeefkorf, die wat minder bekend is. Omdat een metalen theezeef nooit een micro-zeef is, zal deze altijd theestof doorlaten dat vervolgens in de thee te vinden blijft. 
Aangezien papieren theezakjes, zowel de kant-en-klare als de versies voor losse thee, niet met maaswijdte werken, laten deze nauwelijks theestof door in de thee.